# Camponotus saundersi
Camponotus saundersi er en myreart, der lever i Malaysia. Når myren kommer i kamp, er dens forsvarsmekanisme at knibe mavemusklerne sammen, indtil bagkroppen brister, hvorved en gift fra bagkroppen kastes ud over alle fjender i nærheden. Med andre ord ofrer den sig for kolonien, og eksploderer i den sammenhæng.